# Juan Lozano (bispo)
Juan Lozano, OESA (abril de 1610 – 3 de julho de 1679) foi um prelado católico romano que serviu como arcebispo de Plasencia (1677-1679), arcebispo de Palermo (1669-1677), bispo de Mazara del Vallo (1656–1669) e Bispo de Tropea (1646–1656).

## Biografia
Juan Lozano nasceu em abril de 1610 em Jumilla, Espanha, e foi ordenado sacerdote na Ordem de Santo Agostinho. No dia 27 de agosto de 1646, foi escolhido pelo Rei da Espanha e confirmado pelo Papa Inocêncio X a 17 de dezembro de 1646 como Bispo de Tropea. A 23 de julho de 1655, foi escolhido pelo Rei da Espanha e confirmado pelo Papa Alexandre VI a 29 de maio de 1656 como Bispo de Mazara del Vallo. No dia 4 de fevereiro de 1669, foi nomeado Arcebispo de Palermo durante o papado de Clemente IX. A 26 de abril de 1677, foi nomeado durante o papado de Inocêncio XI como Arcebispo de Plasencia, onde serviu como bispo até à sua morte a 3 de julho de 1679.